# Aspilapteryx limosella
Aspilapteryx limosella là một loài bướm đêm thuộc họ Gracillariidae. Nó được tìm thấy từ Đức và Ba Lan đến Iberian Peninsula, Ý và Hy Lạp. Nó cũng được tìm thấy ở bắc và trung Nga.
Ấu trùng ăn Teucrium chamaedrys, Teucrium montanum và Jurinia cyanoides. Chúng ăn lá nơi chúng làm tổ.